# Diakonie Praha
Diakonie ČCE – středisko Praha (Diakonie Praha) je jedním ze středisek Diakonie Českobratrské církve evangelické. Mezi cílové klienty organizace patří dospělí lidé s různou mírou postižení, lidé s duševním onemocněním, dospělí lidé s poruchou autistického spektra, rodiny a děti ze sociálně znevýhodněného prostředí, mládež i dospělí v krizové situaci a senioři.

## Historie střediska

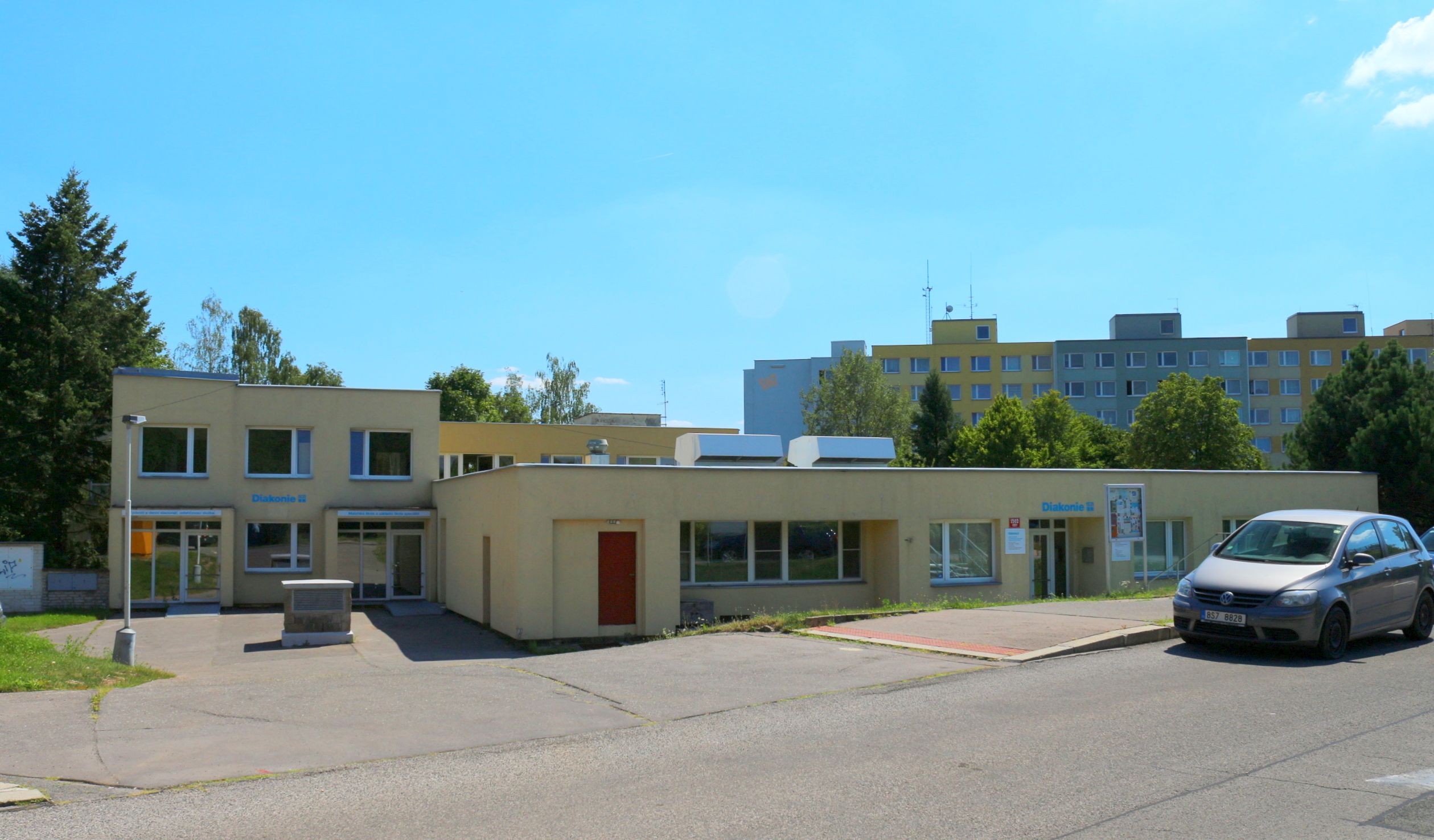
Objekt sociálních služeb v Praze Stodůlkách.

## Historie střediska[2]

### 1990–2000: Průkopnické začátky a rozšiřování služeb
V roce 1990 otevřela Diakonie Praha první nestátní denní stacionář pro děti s mentálním a kombinovaným hendikepem v pražských Strašnicích. Zařízení reagovalo na potřeby rodin, které do té doby neměly jinou než ústavní možnost péče.  
V následujících letech došlo k dalšímu rozvoji a roku 1992 vzniklo Dětské centrum Diakonie v pražské Michli, v roce 1996 pak speciální škola pro děti s kombinovaným postižením ve Strašnicích. O rok později byla otevřena speciální mateřská a základní škola v pražských Stodůlkách a zároveň zahájen provoz sociálně terapeutické dílny v Praze-Lužinách. V roce 1999 přibylo chráněné bydlení v Rudné u Prahy a domov pro opuštěné děti s mentálním a kombinovaným postižením. 
Na přelomu tisíciletí bylo spuštěno Centrum denních služeb včetně dílny pro sociální rehabilitaci. V roce 2002 středisko přesunulo chráněné bydlení i další služby do nových prostor v Praze 4 na ulici Šípková. 

### 2000–2015: Posílení komunitních a podpůrných služeb
V roce 2007 vznikla v pražských Stodůlkách odlehčovací služba Na Palubě, o dva roky později zde byl otevřen denní a týdenní stacionář. Roku 2015 se Denní stacionář Ratolest ve Strašnicích spojil se střediskem ve Stodůlkách a společně začaly tyto služby vystupovat pod jednotným názvem Diakonie ČCE – středisko Praha. 

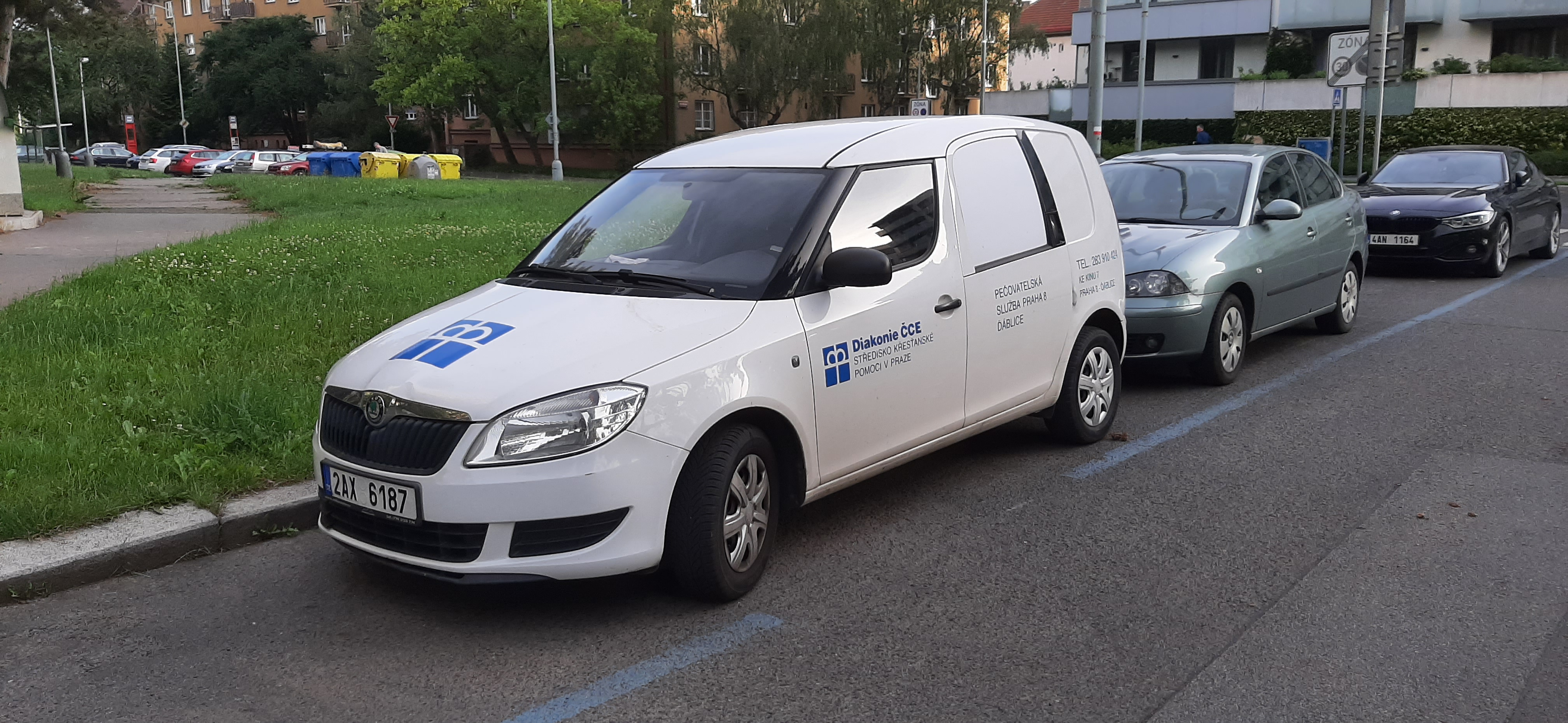

### 2015–2023: Profesionální růst a specializace
V roce 2022 byl dokončen Domov se zvláštním režimem Daniela pro dospělé osoby s poruchou autistického spektra – specializované zařízení reflektující potřeby lidí s chováním náročným na péči. 
V roce 2023 došlo ke sloučení Diakonie Praha se Střediskem křesťanské pomoci. Od 1. ledna 2023 vystupuje organizace pod jednotným názvem Diakonie Praha a rozšiřuje portfolio sociálních služeb o služby preventivní - sociálně aktivizační službu, pečovatelskou službu, azylový dům, SOS centrum krizové pomoci a následnou péči Dobroduš.
Mateřská a základní škola speciální Diakonie ČCE Praha dnes funguje jako samostatný subjekt a zaměřuje se na vzdělávání a výchovu dětí a žáků s mentálním postižením, více vadami a autismem.

## Poskytované sociální služby
V současné době poskytuje středisko 13 registrovaných sociálních služeb.
- Azylový dům
- Centrum denních služeb
- Denní stacionář Ratolest
- Denní stacionář Šípek
- Domov pro osoby se zdravotním postižením
- Domov se zvláštním režimem Daniela
- Chráněné bydlení
- Následná péče Dobroduš
- Odlehčovací služba
- Pečovatelská služba
- Služba pro rodinu a dítě
- SOS centrum krizové pomoci
- Týdenní stacionář